# The Ethereal
The Ethereal ist ein 2000 von Stijn van Cauter gegründetes Funeral-Doom-Projekt.

## Geschichte
Stijn van Cauter initiierte The Ethereal als Soloprojekt. Ursprünglich schuf, der mit Until Death Overtakes Me und diversen weiteren Funeral-Doom- und Dark-Ambient-Projekten populäre van Cauter die Legende, dass The Ethereal ein anonymes Hauptmitglied besäße und er selbst lediglich als Gastmusiker und Tontechniker agiert habe. Später stellte sich heraus, dass van Cauter allein das Projekt führte und auch Interviews aus der Perspektive des „mysteriösen Mannes“ geführt hatte.
Die Veröffentlichungen des Projektes erschienen überwiegend auf van Cauters Label Nulll Records. Das Debüt From Funeral Skies veröffentlichte er über Nulll Records in Kooperation mit Marche Funebre Productions. Das Album erfuhr eine durchgehend positive Rezeption.
Im Jahr 2011 stellte van Cauter die Produktion weiterer Musik vorübergehend ein. 
Obwohl er seit 2016 unterschiedliche Projekte reaktivierte blieb eine Wiederaufnahme der Aktivität mit The Ethereal vorerst aus. Mit Inframonolithium entstand 2017 jedoch ein Projekt, dass als Reaktivierung und Fortführung der musikalischen Idee von The Ethereal begann. Ab März 2024 veröffentlichte van Cauter erstmals wieder neue Stücke unter dem Bandnamen. So erschienen die Download-Single Dirge und Blessed End. Im Januar 2025 folgte das Album Miserere.

## Stil
Die Musik von The Ethereal wird dem Funeral Doom zugerechnet. Das Webzine Doom-Metal.com beschreibt den mit dem Projekt präsentierten Stil als „Ultra-Langsam, jenseits von Heavy mit unversöhnlich knochentrockenem Grunts, einem gutturalen Klang der direkt aus der Hölle selbst“ zu stammen scheint. Zur weiteren Einordnung wird The Ethereal mit Genre-Vertretern wie Thergothon, Hierophant und Skepticism verglichen.

„Der dünne, beinahe filigrane Gitarrensound klingt wie aus einem billigen Verstärker, während die Growls, von denen man selbstredend außer langgezogenen Vokalen nichts versteht, wie ein grollendes Endzeitgewitter vorüberziehen. Mitunter schleichen sich auch Piano-Klänge ein, die der Totengräberstimmung auch noch eine melancholische Note geben, aber dem Grundsatz der Musik treu bleiben – mag heißen, mehr als zehn Tastenanschläge in der Minute spielt es nicht… bei einem Piano-Solo wohlgemerkt (Your Creation).“

## Diskografie
- 2002: From Funeral Skies (Demo, Selbstverlag)
- 2002: From Funeral Skies (Album, Nulll Records, Marche Funebre Productions)
- 2008: Infra Sub Ultra (Split mit The Sad Sun und Cold Aeon, Nulll Records)
- 2010: Endlight (Download-Single, Nulll Records)
- 2024: Dirge (Download-Single, Void Overflow)
- 2024: Blessed End (Download-Single, Void Overflow)
- 2024: Miserere I (Download-Single, Void Overflow)
- 2025: Miserere (Download-Album, Void Overflow)